# واقعه کوماگاتا مارو

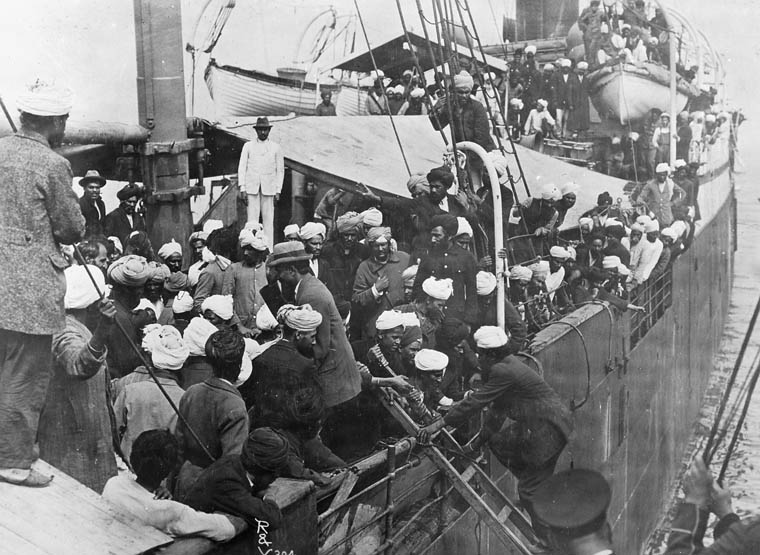
سیک‌ها روی کشتی بخار کوماگاتا مارو در ونکوور ورودی بورارد ۱۹۱۴

واقعه کوماگاتا مارو مربوط به کشتی بخار کوماگاتا مارو در سال ۱۹۱۴ می‌شود که در آن گروهی از شهروندان حکومت بریتانیا در هند یا راج بریتانیا اقدام به مهاجرت به کانادا کردند اما از ورود به کانادا محروم شدند.
سفر کشتی بخار ژاپنی کوماگاتا مارو در سال ۱۹۱۴ از هنگ کنگ به‌عنوان یکی از مستعمرات وقت امپراتوری بریتانیا آغاز شد و از طریق شانگهای چین و یوکوهامای ژاپن به ونکوور در بریتیش کلمبیای کانادا که آن هم از مستعمرات بریتانیا بود رسید. این کشتی ۳۷۶ مسافر از پنجاب که یکی دیگر از مستعمرات بریتانیا در آن زمان بود را حمل می‌کرد که از آن‌ها فقط ۲۴ نفر برای ورود به کانادا پذیرفته شدند اما ۳۵۲ مسافران دیگر اجازه پیاده شدن در کانادا را نیافتند و کشتی مجبور به بازگشت به هند شد. این مسافران شامل ۳۴۰ سیک، ۲۴ مسلمانان و ۱۲ هندو بودند که همه این افراد شهروند بریتانیا به حساب می‌آمدند. این واقعه یکی از حوادث متعدد در اوایل قرن ۲۰ است که در آن از قوانین نژادپرستانه آن زمان کانادا و ایالات متحده برای محروم کردن مهاجرانی با مبدأ آسیایی مورد استفاده قرار گرفت.
از منظر تنوع نژادی، کانادای امروز با کانادای ابتدای قرن بیستم به‌هیچ‌وجه قابل‌مقایسه نیست. در آن دوران در تمام سطوح حکومتی و اکثریت جمعیت سعی بر آن بود که تا حد امکان کشور سفیدپوست بماند و آسیایی‌ها اجازه ورود به آن را نداشته باشند. در آن دوران موضوع مهاجرت آسیایی‌ها در سواحل غربی بسیار بااهمیت بود. در سال ۱۹۰۷ یک راهپیمایی توسط اتحاد ضد آسیایی برگزار و در نهایت به شکستن پنجره‌ها و سرقت از فروشگاه‌ها در محله‌های چینی و ژاپنی ختم شد. پس از آن قانون فدرال مهاجرت چینی‌ها تصویب شد که طی آن مهاجرت چینی‌ها با وضع مالیات‌های بسیار سنگین محدود شد و با امضای قراردادی محرمانه با دولت ژاپن، مهاجرت ژاپنی‌ها نیز متوقف شد؛ اما مسئلهٔ هندوستان، به‌عنوان یکی از مستعمرات امپراتوری، کاملاً متفاوت و کنترل مهاجران آن بسیار دشوارتر بود. ادوارد بِرد در حاشیهٔ جلسات دادگاه به این موضوع اشاره می‌کند که «این نگرش که کانادا کشوری سفیدپوست است، کاملاً غیرقابل‌تحمل است، خصوصاً به این دلیل که تحت لوای امپراتوری بریتانیا قرار دارد. اگر اجازه دهیم از منشور کبیر (مگنا کارتا) به‌گونه‌ای برداشت شود که بر اساس آن خواست بخشی از مردم این امپراتوری نادیده قلمداد شود، دیگر هیچ دلیلی برای ادامهٔ حیات این امپراتوری وجود ندارد، زیرا تنها حق وجودی و اصل حقیقی آن آزادی افرادی است که به بریتانیا خدمت می‌کنند.»

## ورود به ونکوور

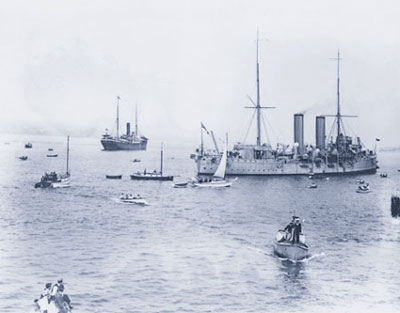
کوماگاتا مارو (دورترین کشتی در سمت چپ) که توسط اچ‌ام‌سی‌اس رینبو و چند قایق کوچک مورد هجوم قرار گرفته‌است.

از واقعه «کوماگاتا مارو»، به‌عنوان فصلی تاریک در تاریخ مهاجرت کانادا یاد می‌شود، این کشتی در سحرگاه روز ۲۳ ماه مه وارد بندرگاه شد و در عرض چند ساعت در یک کیلومتری ساحل و در نزدیکی ساختمان مهاجرت خیابان بورارد لنگر انداخت. تمام مسافران پس از سفری طولانی و طاقت‌فرسا در اقیانوس آرام آمادهٔ قدم گذاشتن به خاک کانادا بودند. آن‌ها پس از سال‌ها خدمت به امپراتوری، خود را شهروند بریتانیا قلمداد می‌کردند و به گفته گرودیت سینگ، تاجر سیک ساکن هنگ‌کنگ که تمام هزینهٔ عزیمت کشتی به کانادا را پرداخته بود، به‌عنوان شهروند امپراتوری بریتانیا حق داشتند به هر نقطه از امپراتوری سفر کنند. اما انتظار این مسافران بسیار بیشتر از آنچه تصور می‌شد به طول انجامید. در نهایت به‌جز ۲۴ نفر از مسافران، که در حقیقت افرادی بودند که به کانادا برمی‌گشتند، سایر مسافران آسیایی‌تبار هرگز حق قدم گذاشتن به ساحل کانادا را پیدا نکردند.
مقامات وقت کانادا در حقیقت کشتی را به زندانی شناور روی آب تبدیل کردند. روزنامهٔ آن زمان «ونکوور ترابلز» در مقاله‌ای به این حادثهٔ تأسف‌بار اشاره کرد و آن را یکی از ننگین‌ترین و تاریک‌ترین فصل‌های تاریخ مهاجرت به کانادا خواند. این کشتی حتی اجازه پیدا نکرد در اسکلهٔ ونکوور پهلو بگیرد. اولین افسر ادارهٔ مهاجرت که وارد این کشتی شد «فرد تیلور» نام داشت. او از دیدار خود گزارشی آماده کرد و پس از آن درحالی‌که نخست‌وزیر کانادا «رابرت بوردن» تصمیم خود را گرفته بود، «ریچارد مک براید»، عضو ارشد حزب محافظه‌کار در بریتیش کلمبیا، طی یک سخنرانی اعلام کرد که مسافران این کشتی هیچ‌گاه اجازه ورود به خاک کانادا را پیدا نخواهند کرد. آقای «اچ.اچ. استیونز» یکی از نمایندگان حزب محافظه‌کار در پارلمان جلسه‌ای عمومی ترتیب داد تا به هر نحو ممکن از پیاده شدن مسافران این کشتی جلوگیری کند و از دولت خواست حتی اجازهٔ پهلو گرفتن کشتی در آب‌های کانادا را لغو کند و هرچه سریع‌تر کشتی را به هندوستان برگرداند. استیونز همراه با مدیر بخش مهاجرت، مالکوم آر. جِی، تمام تلاش خود را به کار گرفتند تا از پیاده شدن مسافران جلوگیری کنند. این تلاش‌ها و هجمهٔ سیاسی باعث شد با مسافران کشتی برخوردهای بسیار بدی شود و تاریخ حرکت آن‌ها بیشتر به تعویق بیفتد تا اینکه در نهایت با دخالت وزیر کشاورزی، مارتین بورِل، نماینده منطقهٔ یِیل-کاریبو موضوع فیصله پیدا کرد.
در این فاصله، یک «کمیتهٔ ساحلی» توسط حسن رحیم و سوهان لال پاتاک تشکیل شد و جلسات اعتراضی در کانادا و ایالات‌متحده ترتیب داده شد. در یکی از این جلسات در دومینیون هال ونکوور تصمیم گرفته شد که اگر مسافران اجازهٔ ورود به ساحل پیدا نکنند، تمام هندی‌های مقیم کانادا همراه آن‌ها به هندوستان بازگردند و علیه دولت بریتانیا شورش کنند. یکی از مأموران مخفی دولت بریتانیا که در این جلسه به‌صورت مخفیانه حضور پیدا کرده بود با اتاوا و لندن تماس گرفت. در پایتخت این‌گونه برداشت شد که عده‌ای شورشی روی کشتی حضور دارند و این باعث پیچیده‌تر شدن مسئله شد.
کمیتهٔ ساحلی در نهایت موفق شد ۲۲ هزار دلار کمک مالی جمع‌آوری کند و با کمک جی. ادوارد بِرد از طرف منشی سینگ، یکی از مسافران کشتی، پرونده‌ای علیه ادارهٔ مهاجرت و مستعمرات کانادا تشکیل دهند. اما در نهایت دادگاه تجدیدنظر بریتیش کلمبیا با اکثریت آرا این اداره را از هرگونه خطا مبرا دانست.
پس از جلسهٔ دادگاه ادوارد بِرد، سیاست دولت وقت کانادا در مورد این مسافران را این گونه بیان کرد: «تنها حدسی که می‌توانم بزنم این است که دولت از اتاوا به مقامات مهاجرت دستور داده موضوع را به تعویق بیندازند و تا حد ممکن معطل کنند تا در نهایت مسافران کشتی پس از دچار شدن به قحطی مجبور به ترک بندر و بازگشت به کشور خود شوند…. آن‌ها از قانون و هرج‌ومرج طلب‌ها صحبت می‌کنند. اما در حال حاضر هیچ‌کس بیشتر از مقامات ادارهٔ مهاجرت، که قانون مهاجرت کانادا را نقض می‌کند، به هرج‌ومرج در این کشور دامن نمی‌زند.»
پس از آن به دستور دولت در روز ۱۹ ژوئیه پلیس سعی کرد کشتی را تصرف کرده و از آب‌های بریتیش کلمبیا خارج نماید اما مسافران عصبانی هندی، که کاپیتان ژاپنی را از مقامش عزل کرده بودند، با پرتاب زغال‌سنگ به افراد پلیس حمله کردند.

## خروج از ونکوور

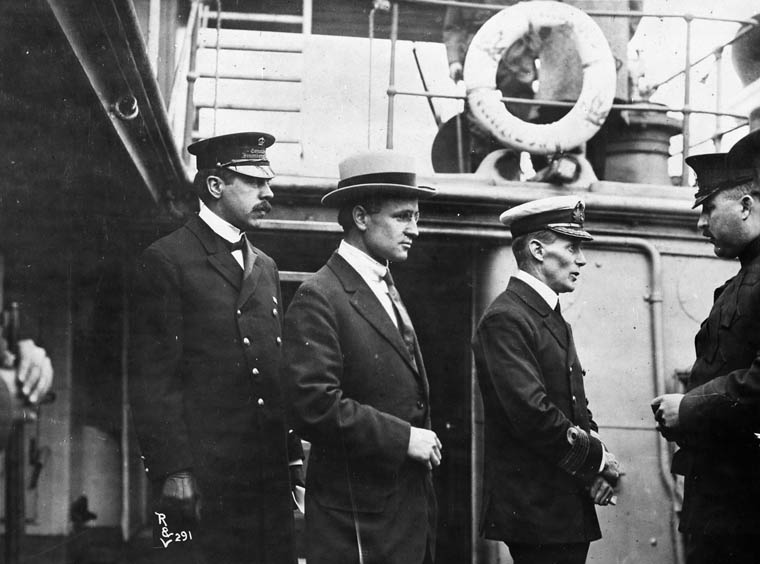
بازرسان بر عرشه کوماگاتا مارو.

درنهایت «اچ‌اِم‌سی‌اس رین‌بو»، تنها ناو جنگی کانادا در ساحل غربی، مأموریت پیدا کرد این موضوع را خاتمه دهد و کشتی را مجبور به بازگشت به هندوستان کند. این ناو جنگی که نیروهایی از لشکر یازدهم، لشکر هفتاد و دوم و لشکر ششم را بر روی عرشه داشت، کشتی را مجبور به بازگشت به هندوستان کرد.

## بازگشت به هند

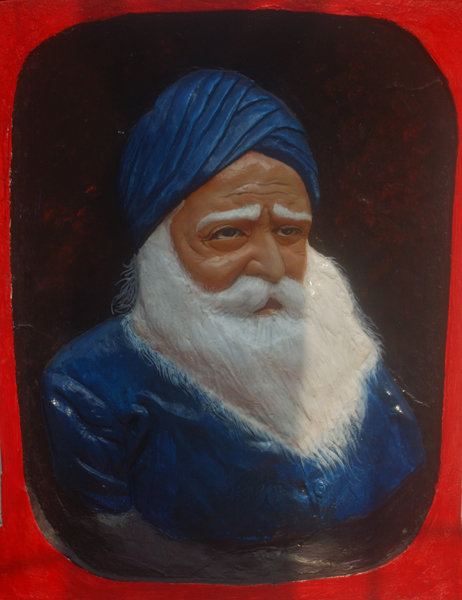
تصویر بابا گوردیت سینگ در بنای یادبود کوماگاتا مارو در باج باج

سرانجام در ۲۷ دسامبر ۱۹۱۴ کوماگاتا مارو به کلکته رسید. پس از ورود به بندرگاه یک قایق جنگی بریتانیایی کشتی را متوقف کرد و مسافران را تحت مراقبت نظامی قرار داد. دولت بریتانیایی محلی نه‌تنها به مسافران این کشتی به چشم قانون‌شکن نگاه می‌کرد بلکه اعتقاد داشت این افراد خطرناکند و ممکن است آغازگر شورشی سیاسی باشند. پس از پهلو گرفتن کشتی، پلیس برای بازداشت بابا گوردیت سینگ و بیست نفر دیگر که گمان می‌شد رهبر مسافران کشتی باشند، اقدام کرد. پس از مقاومت بابا گوردیت سینگ، یکی از دوستانش به پلیس حمله‌ور شد و شورشی عمومی درگرفت. با شکل‌گیری شورش، افراد پلیس اقدام به شلیک کردند و نوزده نفر از مسافران کشته شدند. برخی موفق به فرار شدند و سایر مسافران تحت بازداشت پلیس قرارگرفته و به زندان منتقل شدند. این حادثه با عنوان «شورش باج باج» شناخته می‌شود. پس از آن گوردیت سینگ موفق به فرار شد و تا سال ۱۹۲۲ به‌صورت مخفیانه زندگی می‌کرد، اما ماهاتما گاندی از او خواست به‌عنوان یک «میهن‌پرست واقعی» باعزت خود را تسلیم کند. گوردیت سینگ هم این کار را کرد و پس از محاکمه پنج سال دیگر از زندگی خود را در زندان گذراند.

## یادبود

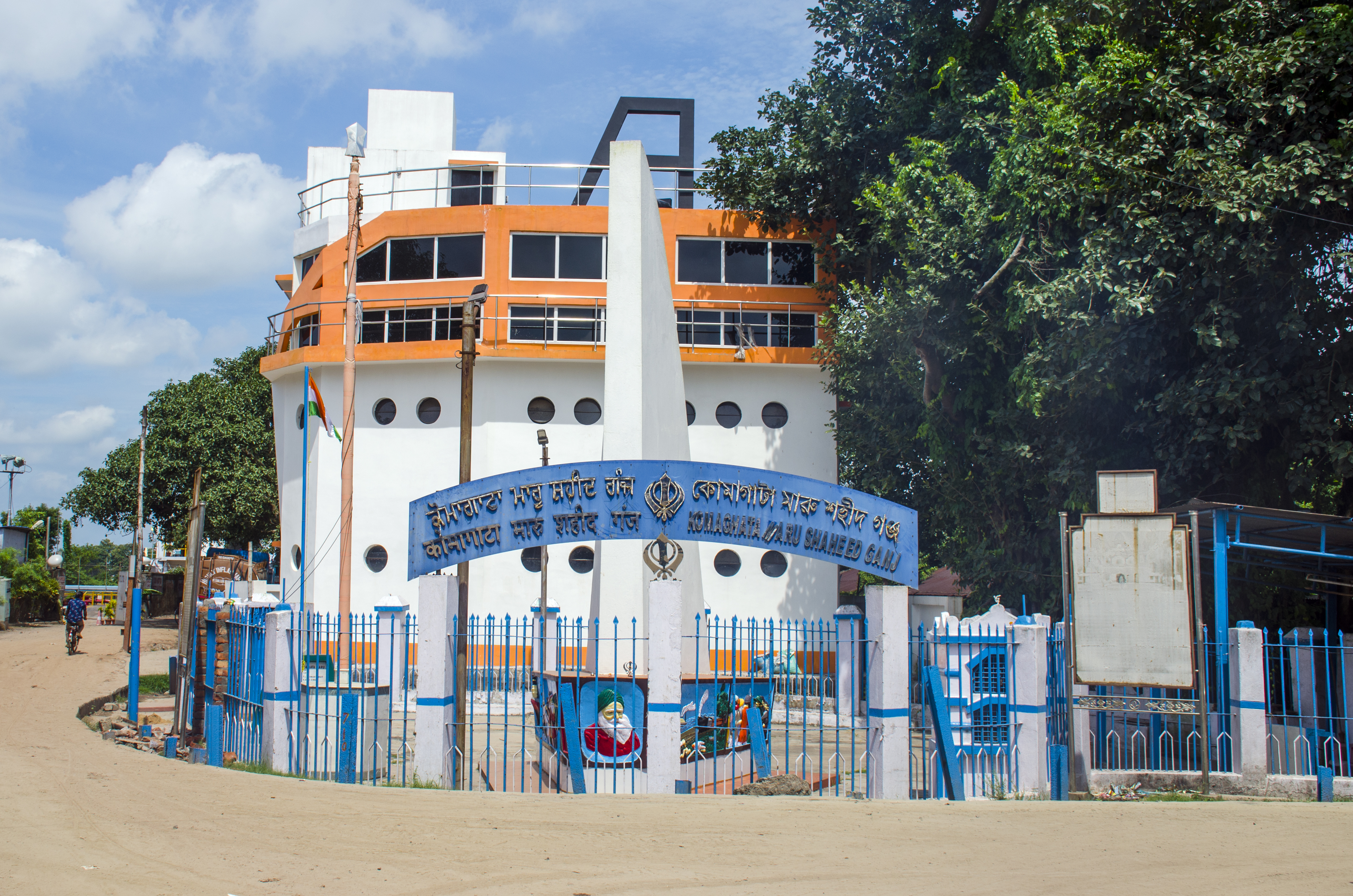
یادبود کوماگاتا مارو در باج باج

در سال ۱۹۵۲ دولت هندوستان برای شهدای کوماگاتا مارو در نزدیکی «باج باج» بنای یادبودی ساخت که شخص نخست‌وزیر، جواهر لعل نهرو آن را افتتاح نمود.
در سال ۱۹۸۹، یعنی ۷۵ سال پس از بازگرداندن کشتی کوماگاتا مارو، پلاکی به یاد مسافران این کشتی در معبد سیک‌ها در ونکوور قرار داده شد. پنج سال بعد و در هشتادمین سالگرد این حادثه، پلاک دیگری در بندرگاه ونکوور گذاشته شد.
در ۲۳ ژوئیه سال ۲۰۱۲ هم از بنای یادبود حادثه کوماگاتا مارو پرده‌برداری شد که در نزدیکی پلکان «سی‌وال» که به ساختمان غربی مرکز همایش‌های ونکوور منتهی می‌شود، قرار دارد. به همت جامعه خالصه دیوان ونکوور، فاز اول موزهٔ کوماگاتا مارو هم در ماه ژوئن همین سال در معبد خیابان راس افتتاح شد.
در اول مهٔ سال ۲۰۱۴ به مناسب ۱۰۰ سالگی این حادثه یک تمبر به‌افتخار مسافران این کشتی منتشر شد.

## عذرخواهی دولت کانادا
از سال ۲۰۰۶ تا به امروز مقامات کانادایی در جلسات غیررسمی چندین بار از جامعه هندی کانادایی به دلیل وقوع این حادثه عذرخواهی کرده‌اند، اما برخی از اعضای جامعه سیک کانادا انتظار داشتند این عذرخواهی‌ها در پارلمان و به‌شکل رسمی انجام شود.
درنهایت وزیر امور خارجه جیسون کنی اعلام کرد: «عذرخواهی انجام گرفته و دیگر تکرار نخواهد شد.» بااین‌وجود در نهایت در ۱۸ مهٔ ۲۰۱۶ جاستین ترودو، نخست‌وزیر کانادا، طی یک سخنرانی در مجلس عوام از جامعهٔ هندی کانادایی عذرخواهی کرد.